# Leonor Téllez de Meneses
Leonor Téllez de Meneses o Leonor Teles en portugués (Trás-os-Montes, Portugal, c. 1350- Valladolid, Corona de Castilla, entre 1390-1405/1406) fue  reina de Portugal y una de las protagonistas, junto con sus hermanos y su hija, la infanta Beatriz, de los acontecimientos que desembocaron en la crisis sucesoria del reino de Portugal de 1383-1385 que culminó con la derrota de su yerno, el rey castellano Juan I, y sus ejércitos en la batalla de Aljubarrota. El historiador Alejandro Herculano la llamó «la Lucrecia Borgia portuguesa».

## Entorno familiar
El padre de Leonor fue Martín Alfonso Téllez de Meneses, ricohombre portugués, mayordomo mayor y supuestamente amante de la reina María de Portugal —la esposa del rey Alfonso XI—. Miembro del linaje de los Téllez de Meneses, importante familia originaria de Tierra de Campos, Martín Alfonso Téllez fue asesinado en 1356 por orden del rey Pedro el Cruel. La madre de Leonor fue Aldonza Eanes de Vasconcelos,  hija de Juan Méndez de Vasconcelos y Aldara Alfonso Alcoforado.
Leonor tuvo dos hermanos: Juan Alfonso Tello, VI conde de Barcelos, alcalde mayor de Lisboa y almirante del reino lusitano, caído en la batalla de Aljubarrota, y Gonzalo Téllez de Meneses, conde de Neiva y señor de Faria.
Su hermana, María Téllez de Meneses, había casado después de enviudar de su primer marido, Álvaro Díaz de Sousa, con Juan de Portugal, hijo ilegítimo de Pedro I e Inés de Castro y pretendiente, después de la muerte del rey Fernando I, al trono de Portugal. María fue asesinada en 1379 por su esposo Juan, que la acusaba de adulterio y se sospecha que Leonor —temiendo por la sucesión de su hija Beatriz y su cargo como regente— estuvo implicada. María era camarera de su futura cuñada la infanta Beatriz y cuando Leonor visitó a su hermana en la corte, conoció al rey Fernando I, quien se enamoró apasionadamente de ella.
Tuvo una media hermana, hija ilegítima de su padre, llamada Juana Téllez de Meneses, que contrajo matrimonio, por mediación de Leonor, con Juan Alfonso Pimentel, primer conde de Benavente, quien apoyó la causa del rey castellano durante la crisis sucesoria y se exilió en Castilla. 
Leonor también era sobrina de Juan Alfonso Tello, IV conde de Barcelos y I conde de Ourém, cuya hija, Leonor, fue la esposa de Pedro de Castro «el Tuerto», hijo de Álvaro Pérez de Castro, conde de Arraiolos, hermano de Inés de Castro, señor de Cadaval y Ferreira y Condestable de Portugal. Los Téllez de Meneses y los Castro estaban entre las familias más poderosas e influyentes en los reinos de León, Castilla y Portugal.

## Reina de Portugal

### Matrimonio con Fernando I

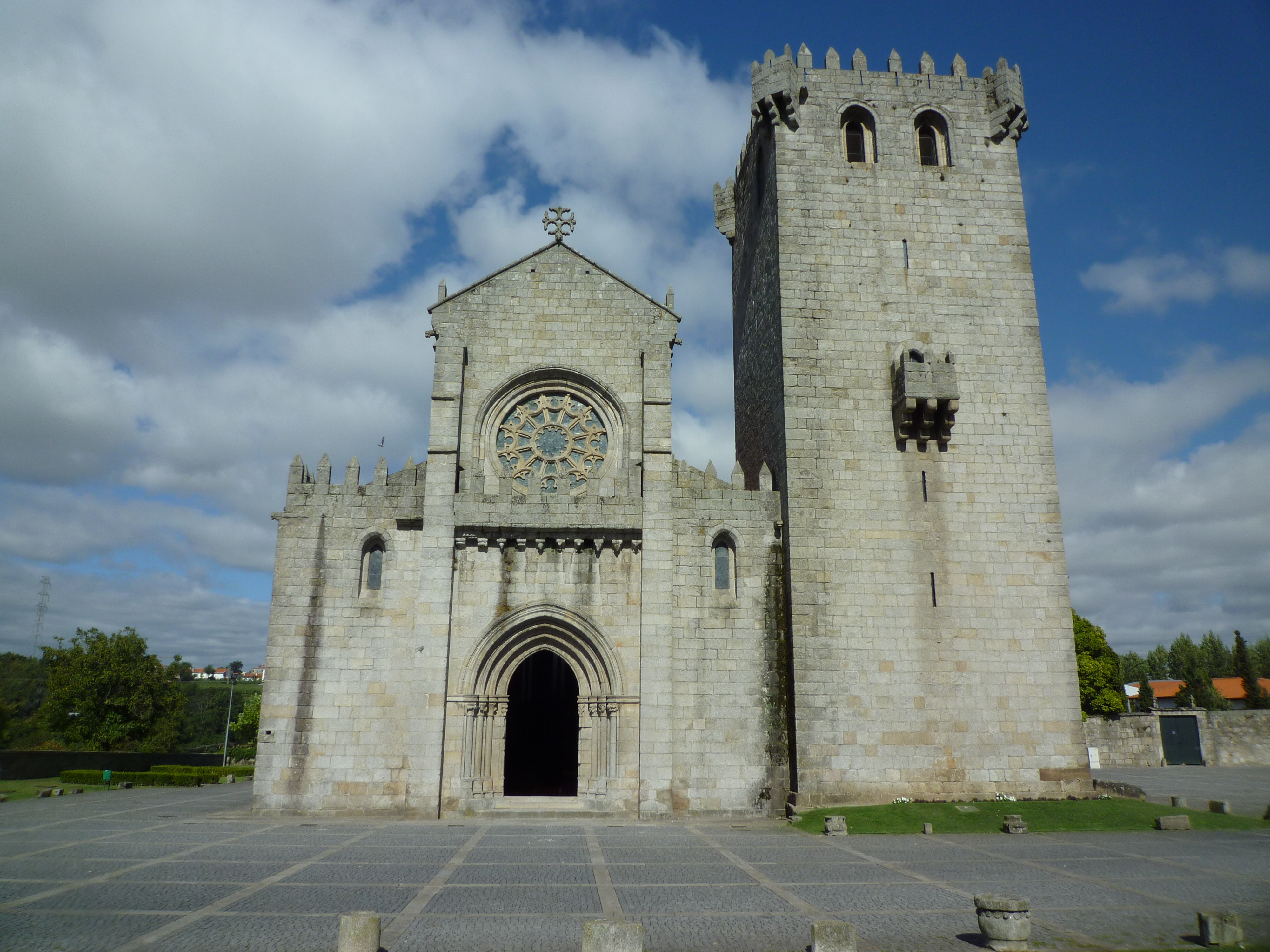
Iglesia y torre del monasterio de Leça do Balio donde se celebró la boda del rey Fernando I de Portugal y Leonor Téllez en 1372

En 1365, Leonor había casado con Juan Lorenzo de Acuña (João Lourenço da Cunha), II señor de Pombeiro. Había tenido una hija que murió en la infancia y un hijo, Álvaro de Acuña, heredero del señorío de su padre. Según el cronista Fernão Lopes, Leonor abandonó a su hijo al casar con el rey Fernando. Lo llamaba Álvaro de Sousa, haciéndolo pasar por el hijo de Lope Díaz de Sousa y de «una mujer de su Casa llamada Elvira [...] para se dar por virgem a elRei, dizendo que seu marido nunca dormira com ela». El rey Fernando posteriormente intentó obtener la anulación del primer matrimonio de Leonor, aduciendo lazos de consanguinidad, para no debilitar la legitimidad de la hija de ambos, Beatriz de Portugal. Este fue uno de los argumentos esgrimidos por João das Regras en las cortes de Coímbra en 1385, ya fallecido el rey Fernando, para alegar que la infanta Beatriz no era hija legítima debido a que se había obtenido la dispensa papal para el primer matrimonio, dato que ocultó el rey Fernando, y que, por tanto, Leonor no era libre ni podía casar con otro. Fue en esas Cortes cuando, visto que todos los pretendientes a la corona —los infantes Castro y el infante Juan, maestre de Avís— eran ilegítimos, la línea dinástica se había truncado y el pueblo, a través de sus representantes, podía elegir a un nuevo rey.
Antes de casar con Leonor, se habían tratado varios matrimonios para el infante y después rey Fernando I de Portugal. En 1358 se había negociado el enlace con Beatriz, la hija primogénita del rey Pedro I de Castilla, matrimonio que no se llegó a celebrar. En 1364 se concertó el matrimonio de Fernando con la infanta Juana, hija de Pedro IV de Aragón, y años más tarde, a finales de 1369 con otra hija del mismo rey aragonés, la infanta Leonor que tampoco llegó a celebrarse. En 1371 el rey Fernando sufrió una derrota cuando invadió Galicia y una de las estipulaciones del Tratado de Alcoutim fue el matrimonio del monarca lusitano con otra Leonor, esta vez Leonor de Trastámara, hija de Enrique II de Castilla. Cualquiera de estos matrimonios hubiera sido del agrado del pueblo portugués, aunque el último matrimonio según las estipulaciones en el Tratado de Alcoutim podría implicar «una amenaza a la soberanía del reino portugués». El rey casó en secreto con Leonor en la segunda mitad de 1371, rompiendo su compromiso con la infanta castellana. En mayo de 1372 se celebró la boda oficial, lejos de la corte, en la pequeña localidad de Leça do Balio. Desde el principio los infantes Juan y Dionisio, hijos de Inés de Castro, mostraron su rechazo a este matrimonio, así como por el «encumbramiento de Leonor y sus parientes».
El rey Fernando había dado a Leonor en la carta de arras de enero de 1372 varias villas, todas asociadas con los señoríos de las reinas de Portugal, entre ellas Abrantes, Alenquer, Torres Vedras, Vila Viçosa, Almada, Sintra, Atouguia, Óbidos, Sacavém, Frielas y Unhos,  que incluían también casas, puertos, pescaderías, derechos reales y otros bienes, y en abril del mismo año le donó Aveiro. La generosidad del rey se debía también al hecho de que Leonor no había llevado dote para su matrimonio debido a que «su familia aún no se había recuperado financieramente de la pérdida de la primera dote», ya que legalmente la esposa perdía la dote a favor del marido abandonado. En 1374 Leonor permutó Vila Viçosa por Vila Real de Trás-os-Montes y en 1376 compró Pinhel.
De su matrimonio con el monarca portugués en 1373 nació la infanta Beatriz, esposa de Juan I de Castilla y señora de Villa Real (hoy Ciudad Real), Valladolid y otros lugares por dote de su esposo el rey. Según las cláusulas del acuerdo para este matrimonio, negociado por Juan Fernández de  Andeiro, ambos reinos se mantendrían separados, Leonor sería la regente y heredaría el trono el hijo que tuviesen Beatriz y Juan I, quien sería educado en el reino de Portugal a partir de los tres meses de edad y asumiría el trono al cumplir los catorce años.

### Gobierno y descontento
Leonor comenzó a participar activamente en la gobernación del reino después de su matrimonio. «Aunque había descontento popular porque la reina era dueña absoluta del gobierno y con ella los castellanos (...) Portugal entró en un proceso de prosperidad (...) gracias al fomento de la agricultura, del comercio y a la creación de la flota que, junto con las soberbias murallas de Lisboa, fueron las glorias de aquel reinado».
Parte del rechazo del pueblo se debía a los cargos que la reina ofreció a los emperegilados, los fieles al rey Pedro I de Castilla, y no a su hermano bastardo, Enrique II. Uno de estos emperegilados fue el gallego Juan Fernández de Andeiro. En 1369 durante la primera guerra fernandina, Andeiro fue uno de los petristas que recibió a Fernando I en La Coruña cuando, después de la muerte de Pedro I de Castilla, el rey lusitano, como bisnieto de Sancho IV de Castilla, se autoproclamó heredero del trono castellano e invadió Galicia. En 1380, Andeiro estuvo en la corte de Inglaterra como emisario de Fernando I en una misión. Desembarcó a su vuelta en Oporto y después se dirigió a Estremoz para encontrarse con el rey portugués. Ahí estuvo varios días escondido en la torre, puesto que, según las cláusulas del Tratado de Alcoutim firmado en 1371 después de la primera guerra fernandina, los que habían apoyado la causa del difunto rey castellano, deberían ser expulsados de Portugal. Fue durante su estancia en Estremoz, según Fernão Lopes, que surgió un romance entre Leonor y Juan Fernández de Andeiro, aunque no se conocen las fuentes utilizadas por el cronista para llegar a tal conclusión. Entre los años de 1381 y 1383, Andeiro fue uno de los privados más próximos a Fernando y Leonor.
Mientras el rey y sus consejeros se encontraban en Elvas para discutir una nueva guerra con Castilla, el 19 de julio de 1382, Leonor dio a luz a un hijo que vivió sólo cuatro días, muriendo en circunstancias misteriosas; algunos observadores dicen que se debió al bochornoso clima de la región del Alentejo durante ese verano, mientras que otros, entre ellos Fernão Lopes, dijeron que Fernando I, sospechando la infidelidad de su esposa, había pensado que el niño era hijo de Andeiro y en un ataque de ira lo asfixió en su cuna.

### Crisis de la regencia
En su testamento, otorgado en 1378, el rey Fernando apartó a sus hermanastros, los infantes Juan, Dionisio y Beatriz —hijos de Inés de Castro y llamados frecuentemente los infantes Castro— de la línea de sucesión, dado que acusaba a Dionisio y a Beatriz de haber conspirado junto con Diego López Pacheco para envenenarle. El 27 de septiembre de 1383, Leonor dio a luz a una niña que vivió sólo unos días. Como en el caso anterior, se rumoreaba que debido a la larga enfermedad del rey Fernando, no era hija suya. Al mes siguiente, el 22 de octubre, fallecía el rey portugués, o bien por causa de una tuberculosis, o bien por envenenamiento paulatino. La reina Leonor no fue al entierro, según el cronista Fernão Lopes, «dizendo que se sentia mal, e nom podia lá hir» debido a su parto reciente, o según otros, «recelando del murmullo de la gente».
Leonor asumió la regencia después de enviudar, asesorada por los «emperegilados», en nombre de su hija Beatriz, ya casada con el rey castellano. Según el tratado de matrimonio de Juan I de Castilla y la infanta portuguesa, a la muerte del rey de Portugal Leonor sería la regidora y gobernadora del reino lusitano.

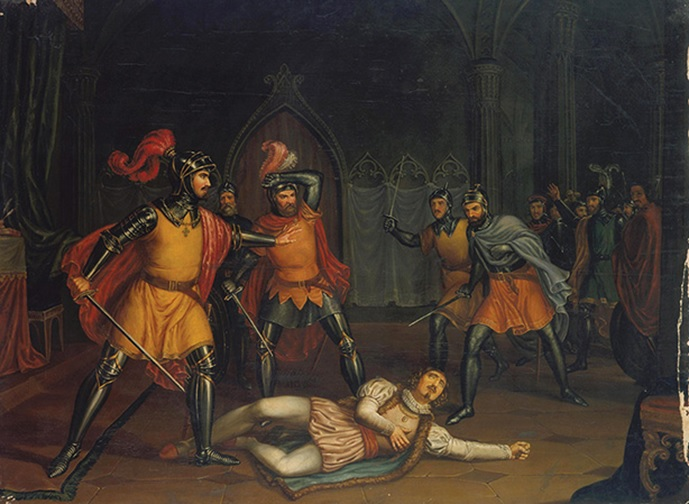
A morte do Conde Andeiro (c. 1860)
José de Sousa Azevedo. Museo Nacional Soares dos Reis (Oporto).

Hubo dos partidos, uno que apoyaba las pretensiones del rey Juan I de Castilla y el otro, representado por la burguesía de Lisboa, cuyo objetivo era expulsar a los extranjeros del gobierno para que solamente gobernaran los portugueses. Este partido propuso el matrimonio de la reina viuda con el maestre de Avís, pero Leonor rechazó esta propuesta. En Lisboa, los partidarios del maestre de Avís, que rechazaban a Beatriz por temor a la pérdida de independencia de Portugal, organizaron una conspiración para asesinar a Juan Fernández de Andeiro. Las dos primeras tentativas fracasaron. Una de ellas fue organizada por el hermano de Leonor, Juan Alfonso Tello. El tercer y último intento tuvo lugar el 6 de diciembre de 1383. El maestre de Avís le dio una estocada y una vez en el suelo, Rui Pereira terminó de matarle. Esto ocurrió en el palacio real al lado de la cámara de Leonor. El maestre pidió perdón por lo ocurrido, así como que evitase que su yerno, el rey castellano, entrase en el reino de Portugal. Leonor exigió que enterrasen a Andeiro dignamente pero el maestre se negó. Fue Leonor la que se encargó de dar sepultura esa noche a su amigo Andeiro en la Iglesia de San Martín.
En enero de 1384, acudió a su yerno, el rey Juan I, para que la ayudara a vengar la muerte de Andeiro.

Estando el rey Juan I en La Guardia al comienzo de 1384, recibió un mensaje de Leonor contándole de cómo el maestre de Avís en su presencia había matado al conde de Ourém (Fernández de Andeiro) y al Obispo de Lisboa y ella había ido a Santarém y que ella entendía que los de Lisboa no la querían ni a ella ni a Beatriz, pero que ella tenía hermanos y parientes muy apoderados en Portugal e tenía la villa de Santarém y que pedía que él fuera y así lo hizo (...) y ella le entregó las fortalezas de la villa y renunció el governamiento del reyno que según los tratos que fueron hechos cuando casó Juan con Beatriz, ella debía tener hasta que el rey de Castilla hubiese un hijo con Beatriz.
López de Ayala

Juan I pidió que abdicase de la regencia, aunque algunos de los consejeros de la reina intentaron disuadirla y le advirtieron del peligro y de la ilegalidad, ya que ella no podía renunciar a una regencia que «había sido atribuida y jurada en las cortes» y que solamente las cortes podían autorizar. Leonor se mantuvo firme en su propósito y mandó redactar la escritura de renuncia. Después del traspaso de poderes en enero de 1384, Juan I comenzó a intitularse rey de Portugal, fusionó las armas de ambos reinos y empezó a confirmar diplomas reales sin mencionar a su esposa, la reina Beatriz: «D. João, por graça de deus, Rei de Castela, Leão, Portugal, Toledo e Galiza».
Poco después, Leonor se enemistó con su yerno, entre otras razones, porque el rey no nombró rabino mayor de los judíos de Castilla a uno de sus privados. Pidió a los que la apoyaban que defendieran al maestre de Avís y no al rey de Castilla: «...que vos farieis bem de vos ir todos para o Mestre, pois é vosso natural e senhor que vos fará melhor». También escribió la reina a las ciudades, que el rey castellano pretendía ocupar, para que no le obedeciesen. Cuando el rey marchó a Coímbra, acompañado por las dos reinas, se encontraban guardando la ciudad Gonzalo Téllez, el hermano de Leonor, así como su tío Gonzalo Méndez de Vasconcelos. Leonor participó en una conspiración para matar a su yerno y, según relata el cronista Fernão Lopes, fue descubierta en presencia de su hija Beatriz, que se enfrentó a su madre diciéndole: «Oo madre Señora, En un año me quisieses ver viuda y huérfana y desheredada?».

### Destierro en Castilla

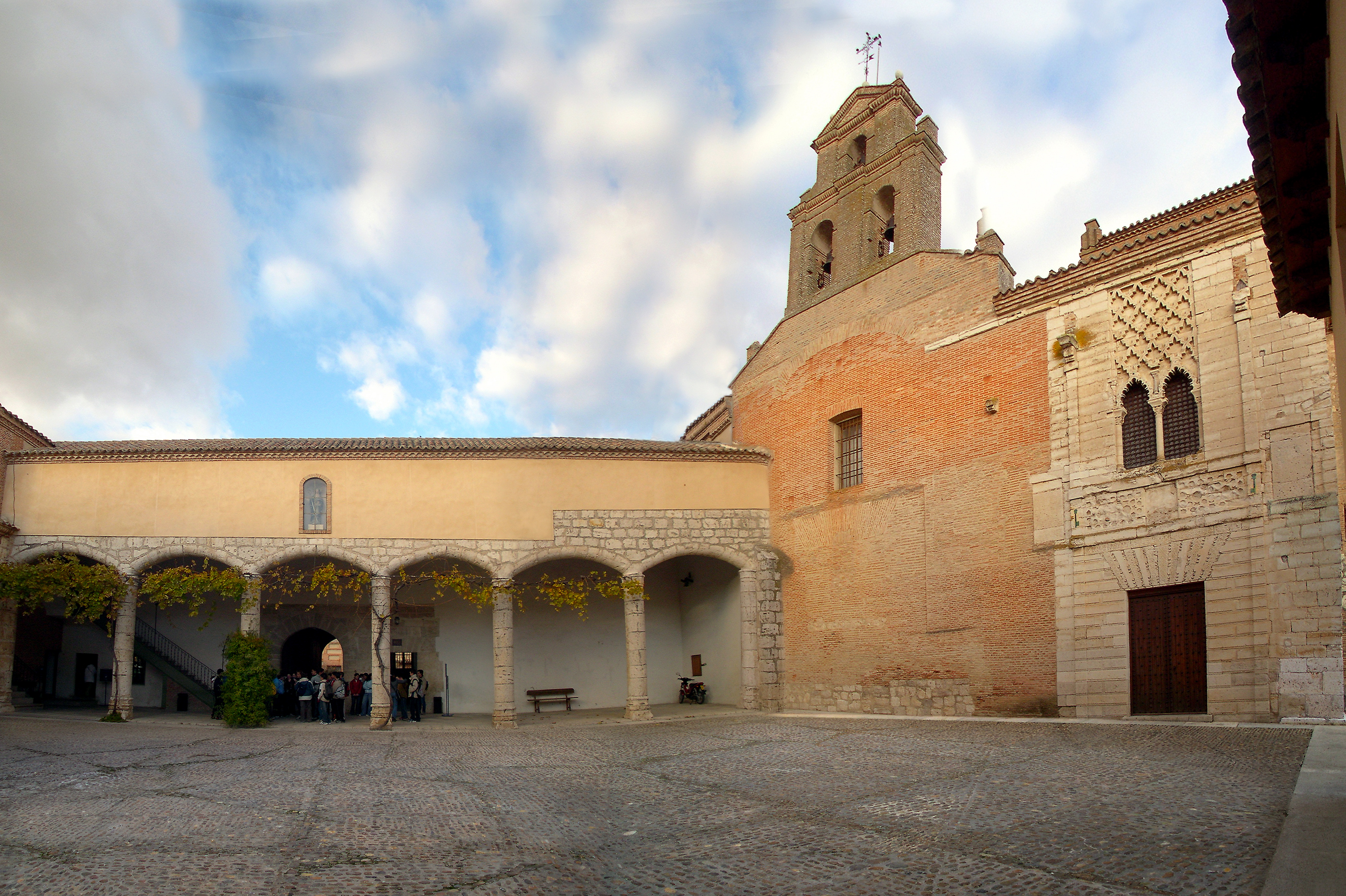
Atrio del monasterio de Santa Clara en Tordesillas.

Una vez descubiertas las conspiraciones de Leonor en marzo de 1384 y «culpada de intrigante», Juan I «tomó el consejo de los que decían que la reina fuese presa y enviada a Castilla y ordenó que la llevaran al monasterio de Tordesillas» donde «já esteverom Rainhas vehuvas e filhas de Reis».

Como a rainha D. Leonor foi levada pera Castella:  Poz el-rei este feito em conselho com aquelles com quem devia de fallar, dizendo que lhe parecia razão prender a rainha sua sogra e a mandar pera Castella pera algum mosteiro, e não consentir que mais estivesse em Portugal, por as cousas que haviam acontecido (...) D'estas contrairas razões ateve-se el-rei ao conselho primeiro, que era bem de a prender e levar a Castella, e foi logo entregue a Diogo Lopes de Estunhega. E partiu el-rei de Coimbra e veio-se a Santarém, e d'ahi encaminharam-se com ella pera Castella, pera a porem no mosteiro Torre de silhas.

Ahí, en el convento de Santa Clara permaneció Leonor, que nunca más volvió a Portugal, hasta después de la muerte del rey castellano, y ya en 1391 se encontraba en Valladolid, señorío de su hija Beatriz y ciudad donde se habían exiliado muchos nobles portugueses después de la batalla de Aljubarrota en 1385. En el barrio de San Juan compró unas casas donde después mandó a fundar un convento, del cual se encargó su testamentario, Fernán López de la Serna, que se llamó Nuestra Señora de la Merced de la Calzada. Según Juan Antolínez de Burgos, Leonor tuvo un idilio con Zoilo Íñiguez con quien tuvo un hijo, muerto en la infancia, y una hija llamada María que después contrajo matrimonio con un sobrino del testamentario de la reina, Fernán López de la Serna, también su tutor.  También, según la tradición, estando en Valladolid coincidió con su primer esposo pero no existen pruebas que confirmen si entre ellos hubo alguna relación.
No lejos de Valladolid, en la ciudad de Toro se encontraba su hija Beatriz. Tampoco se sabe si madre e hija mantuvieron algún contacto ya que Beatriz estaba dolida por la conspiración de su madre para asesinar a su esposo, el rey Juan I, y a su vez, Leonor estaba sentida porque su hija «no la apoyó cuando su marido, de mala fe, la desposeyó de la regencia», aunque cuando esto ocurrió, Beatriz era una niña de once años.

## Muerte y sepultura
No se conoce el año de su defunción ya que no existen pruebas documentales sobre el año de su muerte —probablemente en 1405— ni se conoce con certeza el lugar de su enterramiento. Joze Barbosa en su obra Catalogo das Rainhas de Portugal dice que falleció el 27 de abril de 1386 en Tordesillas y que recibió sepultura en un convento en Valladolid, sin especificar cual de ellos. Sin embargo, su fallecimiento tuvo que ser entre 1390 y 1406. Leonor aún vivía en 1390 cuando su yerno, el rey Juan I de Castilla en las cortes que se celebraron ese año en Guadalajara, la incluyó en los gastos de su casa. También el rey castellano en su testamento otorgado en julio de 1385, encomendó a su hijo el futuro Enrique III de Castilla para que siempre honrase a su esposa, Beatriz, así como a su suegra Leonor Téllez. Cuando Enrique otorgó testamento el 4 de diciembre de 1406, menciona a Beatriz pero no a Leonor.
Los deseos de la reina de recibir sepultura en el monasterio de San Francisco en Santarém junto con el rey Fernando no se cumplieron. Antolínez de Burgos afirma, sin citar ninguna fuente, que la reina Leonor fue enterrada en el convento de Nuestra Señora de la Merced en Valladolid, donde Leonor se había trasladado en 1390, cuando a la muerte del monarca castellano, Leonor abandonó Tordesillas y se instaló en Valladolid. 
Durante unas obras de restauración del convento en 1626 se encontró un nicho con dos cajas, que supuestamente contenían los restos de la reina y de su hijo, donde posteriormente se colocó una placa, fechada en 1384, que identifica el lugar como el del entierro de ambos. La data está errada ya que no se conocía la fecha de defunción de la reina.

## Ancestros
| \| \| \| \| \| \| \| \| \| \| \| \| \| \| \| \| \| \| \| \| 16. Juan Alfonso Téllez de Meneses, II señor de Alburquerque[67] \| \| \| \| \| \| \| \| \| \| \| \| \| \| \| \| \| \| \| \| \| \| \| \| \| \| \| \| \| \| \| \| \| \| \| \| \| \| \| \| \| \| \| \| \| \| \| \| \| \| \| \| \| \| 8. Gonzalo Eanes de Meneses[68] \| \| \| \| \| \| \| \| \| \| \| \| \| \| \| \| \| \| \| \| \| \| \| \| \| \| \| \| \| \| \| \| \| \| \| \| \| \| \| \| \| \| \| \| \| \| \| \| \| \| \| \| \| \| 17. Elvira González Girón[69] \| \| \| \| \| \| \| \| \| \| \| \| \| \| \| \| \| \| \| \| \| \| \| \| \| \| \| \| \| \| \| \| \| \| \| \| \| \| \| \| \| \| \| \| \| \| \| \| \| \| \| \| \| \| 4. Alfonso Téllez de Meneses «el Raposo»[70] \| \| \| \| \| \| \| \| \| \| \| \| \| \| \| \| \| \| \| \| \| \| \| \| \| \| \| \| \| \| \| \| \| \| \| \| \| \| \| \| \| \| \| \| \| \| \| \| \| \| \| \| \| \| 9. Urraca Fernández de Lima[69] \| \| \| \| \| \| \| \| \| \| \| \| \| \| \| \| \| \| \| \| \| \| \| \| \| \| \| \| \| \| \| \| \| \| \| \| \| \| \| \| \| \| \| \| \| \| \| \| \| \| \| \| \| \| 2. Martín Alfonso Téllez de Meneses[4] \| \| \| \| \| \| \| \| \| \| \| \| \| \| \| \| \| \| \| \| \| \| \| \| \| \| \| \| \| \| \| \| \| \| \| \| \| \| \| \| \| \| \| \| \| \| \| \| \| \| \| \| \| \| 20. Suero Páez de Valladares[71] \| \| \| \| \| \| \| \| \| \| \| \| \| \| \| \| \| \| \| \| \| \| \| \| \| \| \| \| \| \| \| \| \| \| \| \| \| \| \| \| \| \| \| \| \| \| \| \| \| \| \| \| \| \| 10. Lorenzo Suárez de Valladares[72] \| \| \| \| \| \| \| \| \| \| \| \| \| \| \| \| \| \| \| \| \| \| \| \| \| \| \| \| \| \| \| \| \| \| \| \| \| \| \| \| \| \| \| \| \| \| \| \| \| \| \| \| \| \| 21. Estefanía Ponzo de Baião[73] \| \| \| \| \| \| \| \| \| \| \| \| \| \| \| \| \| \| \| \| \| \| \| \| \| \| \| \| \| \| \| \| \| \| \| \| \| \| \| \| \| \| \| \| \| \| \| \| \| \| \| \| \| \| 5. Berenguela Lorenzo de Valladares[70][74] \| \| \| \| \| \| \| \| \| \| \| \| \| \| \| \| \| \| \| \| \| \| \| \| \| \| \| \| \| \| \| \| \| \| \| \| \| \| \| \| \| \| \| \| \| \| \| \| \| \| \| \| \| \| 22. Nuño Martínez de Chacim[75] \| \| \| \| \| \| \| \| \| \| \| \| \| \| \| \| \| \| \| \| \| \| \| \| \| \| \| \| \| \| \| \| \| \| \| \| \| \| \| \| \| \| \| \| \| \| \| \| \| \| \| \| \| \| 11. Sancha Núñez de Chacim[72] \| \| \| \| \| \| \| \| \| \| \| \| \| \| \| \| \| \| \| \| \| \| \| \| \| \| \| \| \| \| \| \| \| \| \| \| \| \| \| \| \| \| \| \| \| \| \| \| \| \| \| \| \| \| 23. Teresa Núñez de Quijada[76] \| \| \| \| \| \| \| \| \| \| \| \| \| \| \| \| \| \| \| \| \| \| \| \| \| \| \| \| \| \| \| \| \| \| \| \| \| \| \| \| \| \| \| \| \| \| \| \| \| \| \| \| \| \| 1. Leonor Téllez de Meneses \| \| \| \| \| \| \| \| \| \| \| \| \| \| \| \| \| \| \| \| \| \| \| \| \| \| \| \| \| \| \| \| \| \| \| \| \| \| \| \| \| \| \| \| \| \| \| \| \| \| \| \| \| \| 24. Rodrigo Eanes de Vasconcelos[77] \| \| \| \| \| \| \| \| \| \| \| \| \| \| \| \| \| \| \| \| \| \| \| \| \| \| \| \| \| \| \| \| \| \| \| \| \| \| \| \| \| \| \| \| \| \| \| \| \| \| \| \| \| \| 12. Men Rodríguez de Vasconcelos[78] \| \| \| \| \| \| \| \| \| \| \| \| \| \| \| \| \| \| \| \| \| \| \| \| \| \| \| \| \| \| \| \| \| \| \| \| \| \| \| \| \| \| \| \| \| \| \| \| \| \| \| \| \| \| 25. Mencía Rodríguez de Penela[79] \| \| \| \| \| \| \| \| \| \| \| \| \| \| \| \| \| \| \| \| \| \| \| \| \| \| \| \| \| \| \| \| \| \| \| \| \| \| \| \| \| \| \| \| \| \| \| \| \| \| \| \| \| \| 6. Juan Méndez de Vasconcelos[7][80] \| \| \| \| \| \| \| \| \| \| \| \| \| \| \| \| \| \| \| \| \| \| \| \| \| \| \| \| \| \| \| \| \| \| \| \| \| \| \| \| \| \| \| \| \| \| \| \| \| \| \| \| \| \| 26. Martín Pérez Zote[81] \| \| \| \| \| \| \| \| \| \| \| \| \| \| \| \| \| \| \| \| \| \| \| \| \| \| \| \| \| \| \| \| \| \| \| \| \| \| \| \| \| \| \| \| \| \| \| \| \| \| \| \| \| \| 13. María Martínez Zote[82] \| \| \| \| \| \| \| \| \| \| \| \| \| \| \| \| \| \| \| \| \| \| \| \| \| \| \| \| \| \| \| \| \| \| \| \| \| \| \| \| \| \| \| \| \| \| \| \| \| \| \| \| \| \| 27. María Vicente de Urgeses[81] \| \| \| \| \| \| \| \| \| \| \| \| \| \| \| \| \| \| \| \| \| \| \| \| \| \| \| \| \| \| \| \| \| \| \| \| \| \| \| \| \| \| \| \| \| \| \| \| \| \| \| \| \| \| 3. Aldonza Eanes de Vasconcelos[4] \| \| \| \| \| \| \| \| \| \| \| \| \| \| \| \| \| \| \| \| \| \| \| \| \| \| \| \| \| \| \| \| \| \| \| \| \| \| \| \| \| \| \| \| \| \| \| \| \| \| \| \| \| \| 28. Alfonso Pérez Alcoforado[83] \| \| \| \| \| \| \| \| \| \| \| \| \| \| \| \| \| \| \| \| \| \| \| \| \| \| \| \| \| \| \| \| \| \| \| \| \| \| \| \| \| \| \| \| \| \| \| \| \| \| \| \| \| \| 14. Vasco Alfonso Alcoforado[84] \| \| \| \| \| \| \| \| \| \| \| \| \| \| \| \| \| \| \| \| \| \| \| \| \| \| \| \| \| \| \| \| \| \| \| \| \| \| \| \| \| \| \| \| \| \| \| \| \| \| \| \| \| \| 29. Aldara Gómez Frade[83] \| \| \| \| \| \| \| \| \| \| \| \| \| \| \| \| \| \| \| \| \| \| \| \| \| \| \| \| \| \| \| \| \| \| \| \| \| \| \| \| \| \| \| \| \| \| \| \| \| \| \| \| \| \| 7. Aldara Alfonso Alcoforado[7][80] \| \| \| \| \| \| \| \| \| \| \| \| \| \| \| \| \| \| \| \| \| \| \| \| \| \| \| \| \| \| \| \| \| \| \| \| \| \| \| \| \| \| \| \| \| \| \| \| \| \| \| \| \| \| 30. Martín Fernández Barreto[85] \| \| \| \| \| \| \| \| \| \| \| \| \| \| \| \| \| \| \| \| \| \| \| \| \| \| \| \| \| \| \| \| \| \| \| \| \| \| \| \| \| \| \| \| \| \| \| \| \| \| \| \| \| \| 15. Beatriz Martínez Barreto[84] \| \| \| \| \| \| \| \| \| \| \| \| \| \| \| \| \| \| \| \| \| \| \| \| \| \| \| \| \| \| \| \| \| \| \| \| \| \| \| \| \| \| \| \| \| \| \| \| \| \| \| \| \| \| 31. María Rodríguez de Chacim[86] \| \| \| \| \| \| \| \| \| \| \| \| \| \| \| \| \| \| \| \| \| \| \| \| \| \| \| \| \| \| \| \| \| \| \| \| \| \| \| \| \| \| \| \| \| \| \| \| \| \| \| \| |                                                              |  |  |  |  |  |  |  |  |  |  |  |  |  |  |  |
| |                                                              |  |  |  |  |  |  |  |  |  |  |  |  |  |  |  |
| | 16. Juan Alfonso Téllez de Meneses, II señor de Alburquerque |  |  |  |  |  |  |  |  |  |  |  |  |  |  |  |
| |                                                              |  |  |  |  |  |  |  |  |  |  |  |  |  |  |  |
| |                                                              |  |  |  |  |  |  |  |  |  |  |  |  |  |  |  |
| | 8. Gonzalo Eanes de Meneses                                  |  |  |  |  |  |  |  |  |  |  |  |  |  |  |  |
| |                                                              |  |  |  |  |  |  |  |  |  |  |  |  |  |  |  |
| |                                                              |  |  |  |  |  |  |  |  |  |  |  |  |  |  |  |
| | 17. Elvira González Girón                                    |  |  |  |  |  |  |  |  |  |  |  |  |  |  |  |
| |                                                              |  |  |  |  |  |  |  |  |  |  |  |  |  |  |  |
| |                                                              |  |  |  |  |  |  |  |  |  |  |  |  |  |  |  |
| | 4. Alfonso Téllez de Meneses «el Raposo»                     |  |  |  |  |  |  |  |  |  |  |  |  |  |  |  |
| |                                                              |  |  |  |  |  |  |  |  |  |  |  |  |  |  |  |
| |                                                              |  |  |  |  |  |  |  |  |  |  |  |  |  |  |  |
| | 9. Urraca Fernández de Lima                                  |  |  |  |  |  |  |  |  |  |  |  |  |  |  |  |
| |                                                              |  |  |  |  |  |  |  |  |  |  |  |  |  |  |  |
| |                                                              |  |  |  |  |  |  |  |  |  |  |  |  |  |  |  |
| | 2. Martín Alfonso Téllez de Meneses                          |  |  |  |  |  |  |  |  |  |  |  |  |  |  |  |
| |                                                              |  |  |  |  |  |  |  |  |  |  |  |  |  |  |  |
| |                                                              |  |  |  |  |  |  |  |  |  |  |  |  |  |  |  |
| | 20. Suero Páez de Valladares                                 |  |  |  |  |  |  |  |  |  |  |  |  |  |  |  |
| |                                                              |  |  |  |  |  |  |  |  |  |  |  |  |  |  |  |
| |                                                              |  |  |  |  |  |  |  |  |  |  |  |  |  |  |  |
| | 10. Lorenzo Suárez de Valladares                             |  |  |  |  |  |  |  |  |  |  |  |  |  |  |  |
| |                                                              |  |  |  |  |  |  |  |  |  |  |  |  |  |  |  |
| |                                                              |  |  |  |  |  |  |  |  |  |  |  |  |  |  |  |
| | 21. Estefanía Ponzo de Baião                                 |  |  |  |  |  |  |  |  |  |  |  |  |  |  |  |
| |                                                              |  |  |  |  |  |  |  |  |  |  |  |  |  |  |  |
| |                                                              |  |  |  |  |  |  |  |  |  |  |  |  |  |  |  |
| | 5. Berenguela Lorenzo de Valladares                          |  |  |  |  |  |  |  |  |  |  |  |  |  |  |  |
| |                                                              |  |  |  |  |  |  |  |  |  |  |  |  |  |  |  |
| |                                                              |  |  |  |  |  |  |  |  |  |  |  |  |  |  |  |
| | 22. Nuño Martínez de Chacim                                  |  |  |  |  |  |  |  |  |  |  |  |  |  |  |  |
| |                                                              |  |  |  |  |  |  |  |  |  |  |  |  |  |  |  |
| |                                                              |  |  |  |  |  |  |  |  |  |  |  |  |  |  |  |
| | 11. Sancha Núñez de Chacim                                   |  |  |  |  |  |  |  |  |  |  |  |  |  |  |  |
| |                                                              |  |  |  |  |  |  |  |  |  |  |  |  |  |  |  |
| |                                                              |  |  |  |  |  |  |  |  |  |  |  |  |  |  |  |
| | 23. Teresa Núñez de Quijada                                  |  |  |  |  |  |  |  |  |  |  |  |  |  |  |  |
| |                                                              |  |  |  |  |  |  |  |  |  |  |  |  |  |  |  |
| |                                                              |  |  |  |  |  |  |  |  |  |  |  |  |  |  |  |
| | 1. Leonor Téllez de Meneses                                  |  |  |  |  |  |  |  |  |  |  |  |  |  |  |  |
| |                                                              |  |  |  |  |  |  |  |  |  |  |  |  |  |  |  |
| |                                                              |  |  |  |  |  |  |  |  |  |  |  |  |  |  |  |
| | 24. Rodrigo Eanes de Vasconcelos                             |  |  |  |  |  |  |  |  |  |  |  |  |  |  |  |
| |                                                              |  |  |  |  |  |  |  |  |  |  |  |  |  |  |  |
| |                                                              |  |  |  |  |  |  |  |  |  |  |  |  |  |  |  |
| | 12. Men Rodríguez de Vasconcelos                             |  |  |  |  |  |  |  |  |  |  |  |  |  |  |  |
| |                                                              |  |  |  |  |  |  |  |  |  |  |  |  |  |  |  |
| |                                                              |  |  |  |  |  |  |  |  |  |  |  |  |  |  |  |
| | 25. Mencía Rodríguez de Penela                               |  |  |  |  |  |  |  |  |  |  |  |  |  |  |  |
| |                                                              |  |  |  |  |  |  |  |  |  |  |  |  |  |  |  |
| |                                                              |  |  |  |  |  |  |  |  |  |  |  |  |  |  |  |
| | 6. Juan Méndez de Vasconcelos                                |  |  |  |  |  |  |  |  |  |  |  |  |  |  |  |
| |                                                              |  |  |  |  |  |  |  |  |  |  |  |  |  |  |  |
| |                                                              |  |  |  |  |  |  |  |  |  |  |  |  |  |  |  |
| | 26. Martín Pérez Zote                                        |  |  |  |  |  |  |  |  |  |  |  |  |  |  |  |
| |                                                              |  |  |  |  |  |  |  |  |  |  |  |  |  |  |  |
| |                                                              |  |  |  |  |  |  |  |  |  |  |  |  |  |  |  |
| | 13. María Martínez Zote                                      |  |  |  |  |  |  |  |  |  |  |  |  |  |  |  |
| |                                                              |  |  |  |  |  |  |  |  |  |  |  |  |  |  |  |
| |                                                              |  |  |  |  |  |  |  |  |  |  |  |  |  |  |  |
| | 27. María Vicente de Urgeses                                 |  |  |  |  |  |  |  |  |  |  |  |  |  |  |  |
| |                                                              |  |  |  |  |  |  |  |  |  |  |  |  |  |  |  |
| |                                                              |  |  |  |  |  |  |  |  |  |  |  |  |  |  |  |
| | 3. Aldonza Eanes de Vasconcelos                              |  |  |  |  |  |  |  |  |  |  |  |  |  |  |  |
| |                                                              |  |  |  |  |  |  |  |  |  |  |  |  |  |  |  |
| |                                                              |  |  |  |  |  |  |  |  |  |  |  |  |  |  |  |
| | 28. Alfonso Pérez Alcoforado                                 |  |  |  |  |  |  |  |  |  |  |  |  |  |  |  |
| |                                                              |  |  |  |  |  |  |  |  |  |  |  |  |  |  |  |
| |                                                              |  |  |  |  |  |  |  |  |  |  |  |  |  |  |  |
| | 14. Vasco Alfonso Alcoforado                                 |  |  |  |  |  |  |  |  |  |  |  |  |  |  |  |
| |                                                              |  |  |  |  |  |  |  |  |  |  |  |  |  |  |  |
| |                                                              |  |  |  |  |  |  |  |  |  |  |  |  |  |  |  |
| | 29. Aldara Gómez Frade                                       |  |  |  |  |  |  |  |  |  |  |  |  |  |  |  |
| |                                                              |  |  |  |  |  |  |  |  |  |  |  |  |  |  |  |
| |                                                              |  |  |  |  |  |  |  |  |  |  |  |  |  |  |  |
| | 7. Aldara Alfonso Alcoforado                                 |  |  |  |  |  |  |  |  |  |  |  |  |  |  |  |
| |                                                              |  |  |  |  |  |  |  |  |  |  |  |  |  |  |  |
| |                                                              |  |  |  |  |  |  |  |  |  |  |  |  |  |  |  |
| | 30. Martín Fernández Barreto                                 |  |  |  |  |  |  |  |  |  |  |  |  |  |  |  |
| |                                                              |  |  |  |  |  |  |  |  |  |  |  |  |  |  |  |
| |                                                              |  |  |  |  |  |  |  |  |  |  |  |  |  |  |  |
| | 15. Beatriz Martínez Barreto                                 |  |  |  |  |  |  |  |  |  |  |  |  |  |  |  |
| |                                                              |  |  |  |  |  |  |  |  |  |  |  |  |  |  |  |
| |                                                              |  |  |  |  |  |  |  |  |  |  |  |  |  |  |  |
| | 31. María Rodríguez de Chacim                                |  |  |  |  |  |  |  |  |  |  |  |  |  |  |  |
| |                                                              |  |  |  |  |  |  |  |  |  |  |  |  |  |  |  |
| |                                                              |  |  |  |  |  |  |  |  |  |  |  |  |  |  |  |

| Predecesor: Beatriz de Castilla                  | Reina consorte de Portugal y Algarve 1372-1383 | Sucesor: Felipa de Lancaster             |
| Predecesor: Alfonso, conde de Boulogne (en 1247) | Regente de Portugal y Algarve 1383-1384 Interregno en nombre de su hija Beatriz de Portugal y Juan I de Castilla reyes proclamados, en guerra contra el maestre Juan de Avís defensor e regedor do reino | Sucesor: Juan, maestre de Avís (en 1384) |